# Sylvain Bienvenuat
Sylvain Bienvenuat, né le 17 janvier 1743 et décédé le 29 décembre 1818 à Bourges, fut un homme de loi et un homme politique français.

## Biographie
Il est le fils de Pierre Bienvenuat, conseiller du roi au bailliage de Berry. Comme son père, il entre dans la carrière juridique et détient à partir de 1768 la charge de juge au bailliage et siège présidial de Bourges.
Veuf d'Anne Gabard, fille d'un notaire, il se remarie en 1779 avec Françoise Convert. Il a un fils qui sera tué au cours des guerres napoléoniennes.
D'avril 1786 à septembre 1789, il est échevin de la ville de Bourges. Il donne sa démission afin de se consacrer à sa charge judiciaire.
Cinq mois plus tard, en février 1790, Bienvenuat est élu au premier conseil général de la commune. En novembre de la même année, il abandonne ces fonctions pour devenir juge au tribunal de district de Bourges dont il occupe la présidence durant environ deux ans.
Il ne reste pas longtemps éloigné de la vie politique locale et revient au conseil de la commune. De tendance jacobine, il est un des patriotes avancés de la cité. En janvier 1793, il est élu maire de Bourges en remplacement de Valentin Gay. Républicain irréprochable, il remplit ses fonctions avec une parfaite constance, ce qui n'était pas le cas de ses deux prédécesseurs. Cet administrateur modèle survit aussi bien à la Terreur montagnarde qu'au neuf thermidor, à l'image de l'agent national Antoine Séguin, lui aussi très souple.
Le 14 pluviôse an III (2 février 1795), Bienvenuat abandonne la mairie pour entrer au directoire du département, à la suite d'une décision du représentant Laurenceot. Il assure la présidence de l'exécutif départemental en floréal de l'an III. Il n'est pas conservé lors de la réorganisation du directoire du 1er brumaire an IV (23 octobre 1795).
Retourné dans la vie privée, Bienvenuat s'établit comme avocat et fondé de pouvoir de plusieurs notables locaux.
Il meurt en 1818, à l'âge de 75 ans.

## Source
- Romain Gayon, Institutions et notables de Bourges 1788-1795, Bourges, Cercle généalogique du Haut-Berry, 2010.